# (31590) 1999 FS34
1999 FS34 (asteroide 31590) é um asteroide da cintura principal. Possui uma excentricidade de 0.16728160 e uma inclinação de 12.76088º.
Este asteroide foi descoberto no dia 19 de março de 1999 por LINEAR em Socorro.